# (21445) Pegconnolly
(21445) Pegconnolly (1998 HG17) – planetoida z pasa głównego asteroid okrążająca Słońce w ciągu 3,45 lat w średniej odległości 2,28 j.a. Odkryta 18 kwietnia 1998 roku.